# エアボール
エアボール(air ball)は、バスケットボールにおいてブロックされず、バスケット、リム、ネット及びバックボードのどれにも当たらなかったショットを意味する用語。

## 由来
オックスフォード英語辞典は、「エアーボール」の印刷物での最初の使用を、1967年1月9日のDaily Review(Hayward, Calif.)の記事としている。この記事では"Cal State, four times lofting air balls at an orange basket that may as well have been painted invisible."と書いている。